# Phabricator
Chronologie des versions
Phorge (d)
Phabricator est une suite logicielle d'application web d'outils de développement de logiciel, disponible sous licence Apache v2.

## Historique
Phabricator a été initialement développé pour Facebook par Evan Priestley. Depuis avril 2011, le développement est poursuivi par Phacility, Inc., fondée par Evan Priestley après son départ de Facebook. Cependant, le 29 mai 2021, Phacility a annoncé la cessation de ses activités à partir du 1er juin 2021 et ne continuera pas à maintenir Phabricator.
Après cette annonce, un fork est créé pour continuer à faire évoluer la suite sous le nom Phorge.

## Contenu de la suite
Phabricator prend en charge Git, Mercurial et SVN. La suite comprend :
- Differential : Revue de code
- Diffusion : Navigateur
- Herald : Outil de surveillance des modifications
- Maniphest : Suivi de problèmes
- Phriction : Wiki
- Arcanist : Interface en ligne de commande
- Projects
- Conpherence : Client de messagerie

## Usage par la fondation Wikimédia
En 2014, Bugzilla a été remplacé par Phabricator pour les rapports de bug et les demandes de fonctionnalités pour le logiciel MediaWiki et de nombreux autres outils liés aux projets de la fondation Wikimedia.